# Picayune (Mississippi)
Picayune ist eine Stadt innerhalb des Pearl River County, Mississippi in den Vereinigten Staaten. Das U.S. Census Bureau hat bei der Volkszählung 2020 eine Einwohnerzahl von 11.885 ermittelt.
Picayune wurde im Jahr 2014 dem Großraum New Orleans hinzugefügt. Die Stadt liegt ca. 45 Meilen (72 km) von New Orleans, Hattiesburg und Gulfport-Biloxi entfernt. Das Stennis Space Center ist 10 Meilen (16 km) entfernt. Bei der Volkszählung im Jahr 2010 hatte Picayune 10.878 Einwohner.

## Geschichte
Picayune wurde 1904 als Gemeinde gegründet, angeblich benannt von Eliza Jane Poitevent Nicholson im Jahr 1884, der Besitzerin und Verlegerin des New Orleans Daily Picayune, einer Zeitung, die nach der spanischen Münze Picayune benannt war.
Obwohl Picayune durch den Hurrikan Katrina im Jahr 2005 umfangreiche Schäden erlitt, waren diese nicht so schwerwiegend wie in anderen Städten in der Nähe. Dies hat dazu geführt, dass es zur dauerhaften Heimat für viele wurde, die aus der Gegend um New Orleans und von der Golfküste von Mississippi umgesiedelt sind – die einen sichereren Wohnstandort mit einfacher Pendlerverbindung zu diesen Gebieten suchten.

## Demografie
Nach der Schätzung von 2019 leben in Picayune 10.904 Menschen. Die Bevölkerung teilte sich im selben Jahr auf in 57,6 % nicht-hispanische Weiße, 36,6 % Afroamerikaner, 0,3 % amerikanische Ureinwohner, 0,6 % Asiaten, 0,1 % Sonstige und 1,7 % mit zwei oder mehr Ethnizitäten. Hispanics oder Latinos machten 3,1 % der Bevölkerung aus. Das mittlere Haushaltseinkommen lag bei 37.455 US-Dollar und die Armutsquote bei 24,0 %.

## Infrastruktur
Züge von Amtrak verbindet Picayune mit den Städten New York, Philadelphia, Baltimore, Washington, Charlotte, Atlanta, Birmingham und New Orleans. Der Amtrak-Bahnhof befindet sich an der 100 South U.S. Route 11. Es gibt einen dreiwöchentlichen Service in jede Richtung.
Die U.S. Route 11 ist die Hauptverkehrsstraße durch Picayune. Die Interstate 59 (über die Interstate 10) verbindet Picayune mit New Orleans im Süden und Hattiesburg, Meridian und Birmingham im Norden.
Der Mississippi Highway 43 ist die Hauptverbindung von und nach Osten und schließt in der Nähe von Kiln an die Interstate 10 an.
Der Picayune Municipal Airport hat eine 1500 m (5000 ft) lange Start- und Landebahn und ist ein beliebtes Ziel für private Starr- und Drehflügler, die die Gegend um New Orleans besuchen. Mietwagen-, Taxi- und Limousinenservices sind verfügbar.